# Bisdom Witbank
Het bisdom Witbank (Latijn: Dioecesis Vitbankensis) is een rooms-katholiek bisdom met zetel in Witbank, Zuid-Afrika, dat delen van de provincies Mpumalanga en Limpopo omvat. Het bisdom maakt onderdeel uit van de kerkprovincie van het aartsbisdom Johannesburg. Het aantal katholieken bedraagt er ongeveer 100.000.

## Geschiedenis
De missie werd er in 1923 toevertrouwd aan de congregatie van de Comboni Missionarissen van het Hart van Jezus (M.C.C.J.). Het bisdom werd opgericht in 1951 als het bisdom Lydenburg. In 1964 werd de naam van het bisdom gewijzigd in Lydenburg-Witbank en in 1988 in Witbank.

## Bisschoppen
- Johannes Riegler (M.F.S.C.) (1951 – 1955)
- Anton Reiterer (M.C.C.J.) (1956 – 1983)
- Mogale Paul Nkhumishe (1983 – 2000)
- Paul Mandla Khumalo (C.M.M.) (2002 – 2009)
- Giuseppe (Joe) Sandri (M.C.C.J.) (2009 - )